# Liste d'élèves d'Arthur De Greef
Arthur De Greef commence à enseigner le piano au Conservatoire royal de Bruxelles en tant que moniteur en 1881. Il devient chargé de cours en 1885 puis professeur en 1887. Il s'occupe de la classe de perfectionnement de 1920 à 1930.
Parmi les élèves d'Arthur De Greef au sein de cette institution, citons Francis de Bourguignon, André Devaere, Arnold Dolmetsch, Raymond Moulaert, Marcel Poot ou encore José Sevenants.
Le dépouillement des registres d'examens, des fiches d'admission et des registres de matricules conservés à la bibliothèque du Conservatoire royal de Bruxelles permet de dresser la liste alphabétique complète des élèves ayant bénéficié de son enseignement au sein de l'institution.

## Liste d'élèves
| Nom                         | Dates de naissance et mort                                                           | Numéro de matricule | Parcours (Prix de piano) | Notes |
| --------------------------- | ------------------------------------------------------------------------------------ | ------------------- | --- | --- |
| Léon Baize                  | Saint-Gilles (Bruxelles), 15 novembre 1873 – 16 août 1900                            | 1798                | 2e prix (1891) 1er prix (1892) | Pianiste, il est un des moniteurs en piano d'Arthur De Greef au Conservatoire royal de Bruxelles dès 1893. Il décède prématurément de la tuberculose. |
| Jules Brandowski            | Rzeszów (Empire d'Autriche), 24 février 1885 – ?                                     | 9125                | | |
| Edouard Barat               | Bruxelles, 2 novembre 1871 – 1935                                                    | 1737                | 2e prix avec distinction | Pianiste, il publie certaines de ses compositions sous le pseudonyme de Mario Belozi. En décembre 1899, on lui propose un poste de professeur de piano au Conservatoire d'Athènes.                                                                             |
| Maximilien Blieck           | Verviers, 2 novembre 1869 – ?                                                        | 1883                | 2e prix (1889) | |
| Émile Bosquet               | Schaerbeek (Bruxelles), 8 décembre 1878 – 18 juillet 1958                            | 3522                | 2e prix avec distinction (1894) 1er prix avec la plus grande distinction (1895) Diplôme de capacité avec la plus grande distinction (1897) Diplôme de virtuosité avec la plus grande distinction (1898) | Pianiste et pédagogue. Il enseigne le piano au Conservatoire royal de Bruxelles de 1919 à 1944. Il est l'auteur de la méthode Technique moderne du pianiste virtuose.                                                                                          |
| Ernest Bourmauck            | Loupoigne, 9 juillet 1897 – février 1944                                             | 8660                | | Chef d'orchestre à l'Opéra de Marseille aux côtés d'un autre élève de De Greef, Henri Kamm. Dès 1933, il dirige l'orchestre de l'Opéra de Lyon, ville où il fonde l'orchestre de chambre Trigintuor. En 1925, il épouse la soprano française Rose Heilbronner. |
| Francis de Bourguignon      | Saint-Gilles (Bruxelles), 28 mai 1890 – Bruxelles, 11 avril 1961                     | 6908                | 2e prix (1907) 1er prix avec distinction (1908) | Compositeur. Il dédie à son maître Arthur De Greef son opus 13, Dans l'île de Pinang. |
| François Bouserez           | Namur, 27 septembre 1860 – 1910                                                      | 696                 | | Il ne persévère pas en piano. Violoncelliste, il est chargé de cours au Conservatoire royal de Bruxelles. Il compose Hors d'œuvre pour violoncelle et piano.                                                                                                   |
| Ludovic Bouserez            | Ixelles, 29 novembre 1884 – après 1931                                               | 4347                | | Fils de François Bouserez, il est compositeur. Lorsque son drame lyrique Le Fléau (sur le poème éponyme de Verhaeren) est créé à Rouen le 26 mars 1914, il est fait mention qu'il est également l'élève de d'Indy.                                             |
| Alphonse Chielens           | Ardoye, 5 avril 1871 – ?                                                             | 4269                | | |
| Georges Cloetens            | Bruxelles, 7 mars 1871 – Ixelles, 13 août 1949                                       | 1652                | | Inventeur du luthéal. |
| Léopold (Charles) Cluytens  | Bruxelles, 8 novembre 1876 – 1943                                                    | 2946                | 2e prix avec distinction (1893) 1er prix avec la plus grande distinction (1894) | Professeur de piano au Conservatoire de Mons, puis, de 1920 à 1928, au Conservatoire royal de Bruxelles. Il est l'oncle du chef d'orchestre André Cluytens. |
| Victor Conard               | Bruxelles, 2 décembre 1890 – ?                                                       | 6846                | | |
| Gustave Coryn               | Gand, 28 septembre 1881 – ?                                                          | 4613                | 1er accessit (1902) | Il est le frère de la violoniste Corinne Coryn. |
| John Davis                  | Birmingham (Royaume-Uni), 22 octobre 1867 – ?                                        | 2739                | | |
| Joseph De Busschere         | Bruges, 28 février 1889 – ?                                                          | 8432                | | |
| Maxime Decamps              | Paris (France), 4 mai 1888 – ?                                                       | 8219                | 2e prix avec distinction (1908) 1er prix (1909) | |
| Louis Declercq              | Feluy, 1er septembre 1865 – ?                                                        | 1281                | | |
| Paul Della Torre            | Édimbourg (Écosse), 24 novembre 1863 – ?                                             | 1912                | 2e prix (1883) | Professeur de musique à Édimbourg. |
| Jeanne Delporte             | Vilvorde, 29 juillet 1900 – ?                                                        | 10163               | | |
| Maria Delporte              | Saint-Gilles (Bruxelles), 14 août 1902 – ?                                           | 9714                | Diplôme de virtuosité avec distinction (1928) | Elle est nommée professeur de piano au Conservatoire de Mons en 1949. |
| Louis Delune                | Charleroi, 15 mars 1876 – Paris, 5 janvier 1940                                      | 3303                | 2e prix (1892) 1er prix avec distinction (1893) | Pianiste, compositeur et chef d'orchestre. |
| Oscar Delvigne              | Falisolle, 8 février 1897 – Uccle, 24 novembre 1994                                  | 9677                | 1er prix avec grande distinction (1916) | Pianiste, pédagogue et compositeur. Il est nommé professeur de piano au Conservatoire de Mons en 1949. |
| Rodolphe Deneufbourg        | Binche, 30 octobre 1868 – ?                                                          | 2495                | | Il ne persévère pas en piano et obtient un 1er prix avec distinction en orgue (1890). Organiste, pédagogue et compositeur, il est le musicien attitré de la famille princière à Chimay entre 1895 et 1948.                                                     |
| André De Raedemacker        | Meise, 11 décembre 1865 – ?                                                          | 1651                | 2e prix (1885) 1er prix (1886) | |
| Adolphe Dewaay              | Verviers, 7 avril 1891 – ?                                                           | 7015                | 1er accessit (1909) | Compositeur de Trois Mélodies. |
| Jules Detournay             | Tournai, 2 juillet 1882 – ?                                                          | 6324                | 2e prix (1902) 1er prix avec distinction (1903) | Pianiste, professeur au Conservatoire de Tournai. |
| André Devaere               | Courtrai, 27 avril 1890 – Calais, 14 novembre 1914                                   | 8302                | 2e prix (1906) 1er prix avec la plus grande distinction (1907) Diplôme de capacité avec la plus grande distinction (1909) Diplôme de virtuosité (1909)                                                  | Pianiste et compositeur. |
| Arnold Dolmetsch            | Le Mans (Sarthe), 24 février 1858 – Haslemere (Angleterre), 28 février 1940          | 1610                | | Après avoir étudié le piano et le violon au Conservatoire royal de Bruxelles, il s'investit dans la facture instrumentale, l'organologie et l'organisation de concerts.                                                                                        |
| Victor Douliez              | Gand, 24 septembre 1898 – 1985                                                       | 10507               | 1er prix avec distinction (1920) | Compositeur. Parmi ses œuvres, un concerto pour trompette. |
| Gaston Dubin                | Bruxelles, 16 août 1887 – ?                                                          | 6325                | | |
| Florestan Duysburgh         | Laeken, 7 septembre 1879 – Bruxelles, 26 septembre 1964                              | 4121                | 1er accessit (1899) 2e prix avec distinction (1900) 1er prix avec distinction (1901) | Compositeur. Parmi ses œuvres, citons Caprice badin pour piano. |
| Philippe Fievez             | Bruxelles, 19 septembre 1863 – 15 août 1903                                          | 1046                | | Devient violoniste et professeur de violon au Conservatoire royal de Bruxelles. |
| Jules Firquet               | Verviers, 21 juillet 1882 – ?                                                        | 6029                | | Pianiste, également élève de Józef Wieniawski. |
| Camille Fontaine            | Bruxelles, 29 mars 1880 – ?                                                          | 3632                | 1er prix avec distinction (1900) | |
| Guillaume Frémolle          | Molenbeek (Bruxelles), 11 juin 1865 – Ixelles, 19 juin 1938                          | 1047                | | Compositeur. Auteur d'une méthode de piano. |
| Louis Gonzalez              | Madrid (Espagne), 12 janvier 1870 ou 1868 – ?                                        | 1955                | 2e accessit (1885) 2e prix (1886) | |
| Richard Hageman             | Leeuwarden (Pays-Bas), 9 juillet 1881 – Beverly Hills, 6 mars 1966                   | 4483                | | Pianiste, compositeur, chef d'orchestre et acteur. |
| André Louis Prosper Hekking | Nancy (France), 3 octobre 1884 – Golfe-Juan, 2 mai 1958                              | 8776                | 1er accessit (1907) | Pianiste, frère du violoncelliste Gérard Hekking. |
| Bernard Hemmersbach         | Rommerskirchen (Allemagne), 15 août 1873 – ?                                         | 4640                | | |
| Lucien Hennuyer             | Saint-Ghislain, 1er octobre 1875 – ?                                                 | 4617                | 1er accessit (1895) 2e prix (1896) 1er prix avec distinction (1897) | |
| Charles Henusse             | Liège, 23 novembre 1867 – Londres, 11 novembre 1946                                  | 1182                | 2e prix (1887) 2e prix avec distinction (1888) | Pianiste, organiste, compositeur et professeur au Conservatoire royal de Bruxelles. Il sera ensuite professeur de piano à Londres, ville où il décède. |
| Fernand Hoyois              | Bruxelles, 8 avril 1879 – ?                                                          | 3474                | 2e prix (1898) 1er prix (1899) | Pianiste, il se produit en concert à Bruxelles le 22 février 1900, avec la cantatrice Hortense Duysburgh et le violoncelliste Joseph Jacob. |
| Jean Hubens                 | Anvers, 22 mai 1875 – ?                                                              | 4268                | | |
| Walt Jaeger                 | Lübeck (Allemagne), 3 octobre 1888 – ?                                               | 9009                | 1er prix avec la plus grande distinction (1909) | |
| Jean Janssens               | Bruxelles, 24 juillet 1876 – 4 juin 1957                                             | 3293                | 1er accessit (1891) 2e prix avec distinction (1892) 1er prix avec distinction (1893) | Pianiste, organiste, pédagogue notamment au Conservatoire royal de Bruxelles. Auteur d'une méthode, Technique générale du piano. |
| Alberto Jonás               | Madrid (Espagne), 8 juin 1868 – Philadelphie, 10 novembre 1943                       | 3109                | 1er accessit (1887) 1er prix (1888) | Pianiste, compositeur et pédagogue. |
| Henri Kamm                  | Degersheim (Suisse), 29 janvier 1872 – Genève, 25 novembre 1959                      | 3935                | | Chef d'orchestre du Grand Théâtre de Genève, des Concerts Berlioz à Grenoble et de l'Opéra de Marseille. |
| Théodore Kaufmann           | Schaerbeek (Bruxelles), 13 mars 1886 – ?                                             | 6019                | 2e prix (1903) 1er prix avec la plus grande distinction (1904) | Pianiste, claveciniste et chef d'orchestre. Il est un des moniteurs en piano d'Arthur De Greef au Conservatoire royal de Bruxelles dès 1912. |
| Jean Kumps                  | Saint-Gilles (Bruxelles), 3 septembre 1887 – ?                                       | 6692                | | Chef d'orchestre à l'Institut national de radiodifusion (INR) et compositeur. En mai 1938, il est membre du jury du Concours international d'accordéon de Liège.                                                                                               |
| Richard Lancelot            | Hull (Royaume-Uni), 15 juillet 1869 – ?                                              | 2721                | | |
| Marcel Laoureux             | Saint-Josse-ten-Noode (Bruxelles), 18 avril 1889 – ?                                 | 6741                | 1er prix avec la plus grande distinction (1905) | Fils du violoniste Nicolas Laoureux, il est pianiste et professeur de piano au Conservatoire de Gand jusqu'en 1938. |
| Antoni Laporta Astort       | Barcelone (Espagne), 7 juillet 1885 – Barcelone, 24 juillet 1957                     | 9479                | 1er accessit (1911) | Pianiste et compositeur. Arthur De Greef lui dédie ses 36 Études du Gradus ad Parnassum (Clementi). |
| Georges Lauweryns           | Bruxelles, 9 août 1884 – 16 février 1960                                             | 4911                | 2e prix (1899) 1er prix avec distinction (1900) Diplôme (capacité ou virtuosité ?) avec distinction (1903)                                                                                              | Pianiste, compositeur et chef d'orchestre naturalisé français en 1925. |
| Berthe Laventurier          | Bruxelles, 7 décembre 1901 – 1978                                                    | 10177               | Diplôme de capacité avec la plus grande distinction (1924) Diplôme de virtuosité (1925) | Pianiste. Arthur De Greef lui dédie son Étude (mouvement perpétuel pour la main gauche) et Crescendo (étude de concert en si bémol), publiés dans Nouvelles études de concert pour piano.                                                                      |
| François Lenaerts           | Anvers, 28 novembre 1873 – ?                                                         | 4697                | 2e prix avec distinction (1895) 1er prix avec la plus grande distinction (1896) | |
| Jules Lerinckx              | Hal, 30 novembre 1881 – 1974                                                         | 4384                | 2e prix avec distinction (1901) 1er prix (1902) | En 1906, Il obtient dans la même institution un 1er prix en orgue. Il se distingue ensuite en tant que compositeur, notamment d'un Solfège folklorique, ainsi que comme professeur de solfège au Conservatoire royal de Bruxelles.                             |
| Georges Liégeois            | Namur, 17 janvier 1862 – ?                                                           | 1215                | | Il ne persévère pas en piano. Violoncelliste, il fait partie du Quatuor du Conservatoire royal de Bruxelles en 1881. |
| Paolo Litta                 | Stockholm (Suède), 7 mai 1871 – Fiesole, 8 mai 1931                                  | 3663                | 1er prix (1890) | Pianiste, compositeur (entre autres Le Lac d'amour pour violon et piano), organisateur de concerts et professeur à Florence. |
| Frederic Lliurat i Carreras | Barcelone (Espagne), 30 mars 1874 – 1956                                             | 5090                | | Pianiste et critique musical. |
| Marcel Maas                 | Clermont-Ferrand (France), 7 mai 1897 – Rhode-Saint-Genèse, 11 juin 1950             | 9092                | 1er prix la plus grande distinction (1914) | Pianiste. |
| Gaston Marchal              | Bruxelles, 14 janvier 1863 – ?                                                       | 438                 | | |
| Gabriel Minet               | Philippeville, 16 avril 1879 – 16 mai 1958                                           | 4515                | 1er prix (1898) | Pianiste et professseur d'harmonie au Conservatoire royal de Bruxelles, il enseigne également son instrument au Conservatoire de Louvain et à l'Académie de musique de Saint-Trond.                                                                            |
| Séverin Moisse              | Walhain, 8 juin 1895 – Montréal, 3 septembre 1961                                    | 8870                | 2e prix (1912) 1er prix avec la plus grande distinction (1913) | Pianiste. |
| Gui Mombaerts               | Molenbeek (Bruxelles), 6 octobre 1902 – Evanston (Illinois, États-Unis), 6 juin 1993 | 10104               | Diplôme de capacité avec la plus grande distinction (1924) Diplôme de virtuosité avec félicitations du jury (1925)                                                                                      | Pianiste et pédagogue en Belgique puis aux États-Unis, terminant sa carrière à la tête du département de piano de la Northwestern University (Evanston). |
| Joseph (José) Mommaert      | Bruxelles, 28 novembre 1892 – ?                                                      | 8462                | 2e prix (1911) 1er prix avec grande distinction (1912) | Pianiste, chef d'orchestre et compositeur de musique légère. Citons parmi ses compositions Les Bijoux, publié aux Éditions musicales de l'Art Belge. |
| Raymond Moulaert            | Bruxelles, 4 février 1875 – Uccle, 18 janvier 1962                                   | 3235                | 1er accessit (1895) 2e prix (1896) 1er prix (1897) | Compositeur. Il dédie à son maître Arthur De Greef ses Variazioni quasi Sonata. |
| Philippe Mousset            | Saint-Josse-ten-Noode (Bruxelles), 3 avril 1878 – 2 octobre 1939                     | 4340                | 2e prix (1897) 1er prix avec la plus grande distinction (1898) | Pianiste, critique musical pour La Nation Belge, compositeur et professeur d'histoire de la musique à l'Université de Louvain. Arthur De Greef lui dédie son Étude en si bémol majeur, publiée dans Nouvelles études de concert pour piano.                    |
| César Neirinck              | Courtrai, 18 novembre 1876 – ?                                                       | 4062                | | |
| Emmanuel Nuñez              | San José (Costa Rica), 8 juin 1860 – ?                                               | 1880                | | |
| Gustave Paelinck            | Thourout, 18 avril 1883 – ?                                                          | 6958                | 2e prix avec distinction (1902) 1er prix avec la plus grande distinction (1903) | Pianiste, il accompagne la violoniste Tosca Berger lors d'un concert à Anvers le 17 novembre 1925. |
| Edmundo Pallemaerts         | Malines, 21 décembre 1867 – Buenos Aires, 20 avril 1945                              | 2886                | 2e prix (1888) 1er prix (1889) | Compositeur. Il s'installe à Buenos Aires et y fonde le Conservatoire argentin. |
| Paul Peracchio              | Saint-Étienne (France), 1er mars 1886 – après le 11 mai 1925                         | 8607                | 1er accessit (1906) 2e prix (1907) | Pianiste. |
| Alfred Perkins              | Sandown (île de Wight, Royaume-Uni), 5 septembre 1873 – ?                            | 4608                | | |
| Alexis de Podgaetsky        | Orel (Russie), 1883 – ?                                                              | 8668                | 2e prix (1908) | Pianiste. Proche du pianiste et compositeur russe Alexandre Scriabine, il donne à la Sonate no 9 pour piano de ce dernier le titre de "Messe noire". |
| Marcel Poot                 | Vilvorde, 7 mai 1901 – Bruxelles, 12 juin 1988                                       | 10111               | | |
| Jean Preuveneers            | Bruxelles, 26 mars 1865 – ?                                                          | 1030                | | |
| Jules Putzeys               | Etterbeek (Bruxelles), 5 septembre 1876 – 5 décembre 1964                            | 3931                | 2e prix (1894) 1er prix (1895) | Il ne poursuit pas dans la musique professionnellement et s'investit dans la politique au niveau bruxellois. |
| Louis Richards              | Saint Johns (Michigan, États-Unis), circa 1881 – ?                                   | 8382                | 2e prix avec distinction (1904) 1er prix avec distinction (1905) | |
| George Hugh Ridout          | Concord (Michigan, États-Unis), 8 août 1886 – Greenville, 14 mai 1947                | 9481                | | Pianiste et pédagogue. |
| Raymond Rôze                | Londres, 14 juillet 1873 – Londres, 30 ou 31 mars 1920                               | 3617                | 2e prix avec distinction (1892) 1er prix avec distinction (1893) | Compositeur et directeur du Royal Opera House de Londres. Il se fait également appeler Eugène Mapleson. |
| Edgard Schenkels            | Anvers, 1er novembre 1882 – Anvers, 25 avril 1937                                    | 9067                | | Il ne poursuit pas dans la musique professionnellement et devient importateur de viande d'Argentine. |
| Georges Hubert Schwar[t]z   | Verviers, 27 juillet 1875 – ?                                                        | 4989                | | |
| Armand Segers               | Termonde, 26 octobre 1860 – 15 décembre 1942                                         | 1297                | | Il ne persévère pas en piano et obtient un premier prix en clarinette en 1883. Chef d'orchestre et compositeur. |
| Georges Sermon              | Bruxelles, 10 janvier 1885 – novembre 1946?                                          | 6236                | | Pianiste. Il se produit en concert le 21 janvier 1906 à Wervicq. |
| José Sevenants              | Bruxelles, 25 août 1868 – Bruxelles, 10 décembre 1946                                | 802                 | 1er accessit (1889) 2e prix (1890) 1er prix avec distinction (1891) | Pianiste, compositeur et pédagogue. Il est le grand-père de Marc Danval. |
| Maurice Smeekens            | Bruxelles, 25 mars 1873 – ?                                                          | 2866                | | |
| Henri Stennebruggen         | Strasbourg (France), 20 juin 1877 – après le 13 février 1924                         | 4770                | 1er accessit (1895) 1er prix (1896) | Pianiste et professeur au Conservatoire de Strasbourg. |
| Anténor Stevens             | Louvain, 13 janvier 1866 – ?                                                         | 1085                | 2e prix (1888) 1er prix avec distinction (1889) | En 1890, il est nommé moniteur de la classe d'orgue d'Alphonse Mailly au Conservatoire royal de Bruxelles. |
| Julien Stevens              | Bruges, 25 octobre 1887 – ?                                                          | 9072                | | |
| Pierre Stork                | Londres (Royaume-Uni), 18 janvier 1864 – Naples, 18 mars 1926                        | 3699                | 2e prix (1890) 1er prix avec distinction (1890) | Pianiste. Arthur De Greef lui dédie en 1892 sa Fantaisie sur de vieilles chansons flamandes. |
| Jules-Emile Strauwen sr.    | Laeken, 23 mai 1863 – Bruxelles, 4 mai 1943                                          | 865                 | 2e prix (1885) 1er prix (1886) | Compositeur. |
| Charles Strony              | Bruxelles, 4 juin 1887 – Paris, décembre 1947                                        | 6112                | | Compositeur et chef d'orchestre au Théâtre de la Monnaie, à l'Opéra de Lyon et à l'opéra d'Alger. |
| Jean Tuytjens               | Flessingue (Pays-Bas), 14 décembre 1869 – ?                                          | 4442                | 1er accessit (1895) | |
| Édouard Van Aelst           | Malines, 2 novembre 1872 – ?                                                         | 3384                | | |
| Joseph Van Beers            | Malines, 19 juillet 1885 – Ostende, 28 juin 1969                                     | 8591                | | Pianiste, organiste, carillonneur, chef d'orchestre et compositeur. |
| Johann Van de Casteele      | Ostende, 7 avril 1903 – ?                                                            | 11094               | | |
| Jules Vandenplas            | Courtrai-Dutsel (Brabant flamand), 17 février 1875 – ?                               | 4398                | | |
| Arthur Vandenbroeck         | Bruxelles, 2 avril 1865 – ?                                                          | 797                 | 2e prix (1885) 1er prix (1886) | Il est un des moniteurs en piano d'Arthur De Greef au Conservatoire royal de Bruxelles dès 1893. En 1903, il est professeur de piano à l'Académie de musique d'Etterbeek.                                                                                      |
| Charles Vanderlinden        | Bruxelles, 29 janvier 1887 – Saint-Josse-ten-Noode, 8 décembre 1921                  | 6313                | 2e prix (1908) 2e prix (1909) | Professeur de musique. |
| Albert Vandermeulen         | Gand, 14 juin 1879 – ?                                                               | 6276                | 2e prix (1900) 1er prix avec distinction (1901) | |
| Norbert Van Eepoel          | Molenbeek (Bruxelles), 30 janvier 1878 – Saint-Josse-ten-Noode, octobre 1900         | 3294                | | Interne à l'hôpital de Saint-Josse-ten-Noode, il meurt d'une infection à l'âge de 22 ans. |
| Georges Vanhove             | Bruges, 27 avril 1879 – ?                                                            | 6521                | | |
| André Van Riemsdyck         | Zwolle (Pays-Bas), 4 novembre 1879 – ?                                               | 6565                | | |
| Robert Vantomme             | Ostende, 25 décembre 1903 - Wemmel, 14 juillet 1946                                  | 11266               | 2e prix avec distinction (1920) 1er prix avec distinction (1921) Diplôme de capacité avec la plus grande distinction (1925) Diplôme de virtuosité avec distinction (1926)                               | Pianiste, compositeur et pédagogue. |
| Julien Vastersavendts       | Asse, 9 février 1876 – ?                                                             | 3676                | | Compositeur. |
| Joseph Vives                | Valls, Tarragone (Espagne), 19 mars 1880 – ?                                         | 8226                | | |
| Louise Walsch               | Saint-Josse-ten-Noode (Bruxelles), 9 janvier 1903 – ?                                | 10387               | 2e prix (1921) 1er prix (1922) Diplôme de virtuosité (1928) | |
| Oscar Wauters               | Laeken, 20 novembre 1866 – ?                                                         | 1457                | | Fils de César Wauters, il travaille dans l'entreprise familiale bruxelloise de facture de pianos avec son frère puîné Joseph. |
| Simon Wéry                  | Jumet, 25 mai 1898 – ?                                                               | 9644                | | |
| Norman Wilks                | Londres (Royaume-Uni), 9 juin 1885 – Toronto, 20 novembre 1944                       | 8877                | | Pianiste et pédagogue. Il devient principal du Toronto Conservatory of Music en septembre 1942. |
| Joseph Withaegens           | Anvers, 7 mai 1876 – ?                                                               | 3949                | | Compositeur. |
| Joseph Zoellner jr.         | New York (États-Unis), 26 octobre 1886 – septembre 1964                              | 9136                | 2e prix (1909) | Diplômé en piano et en violoncelle, il devient le violoncelliste du Zoellner Quartet (en) fondé à New York par son père Joseph Zoellner sr. |